# No. 62 Squadron RAF
No. 62 Squadron RAF brytyjska jednostka lotnicza utworzona w 8 sierpnia 1916 w RAF Filton z No. 7 Training Squadron, został ostatecznie rozwiązany w 30 września 1964 roku.

## I wojna światowa
Eskadra została utworzona z jednostki treningowej latającej na samolotach Royal Aircraft Factory F.E.2 oraz Avro 504. W maju 1917 roku została wyposażona w samoloty myśliwskie z prawdziwego zdarzenia Bristol F.2 Fighter. W styczniu 1918 roku jednostka została skierowana na front zachodni do Francji i uzbrojona w samoloty Bristol F.2 Fighter]. Jednostka wykonywała zadania rozpoznawcze oraz bojowe. Po zakończeniu działań wojennych pozostała w siłach okupacyjnych, aż do jej rozwiązania 31 lipca 1919 roku.  
No. 62 Squadron RAF w całym okresie I wojny światowej odniosła  ponad 161 zwycięstw. Pierwsze zwycięstwo odnieśli Geoffrey Forrest Hughes i Hugh Claye 21 lutego 1918 roku w okolicach Armentières-Ploegsteert. 
Łącznie w jednostce służyli m.in.: 
William Ernest Staton (26), George Everard Gibbons (17), John Rutherford Gordon (15), Thomas Laurence Purdom (13), Percival Chambers (12), Geoffrey Forrest Hughes (11), Thomas Elliott (11), Hugh Claye (11), Charles Henry Arnison (9), Louis Mark Thompson (9), Horace Ernest Merritt (9), Samuel Parry (9), Sidney Arthur William Knights (8), William Norman Holmes (8), Lynn Campbell (7), Ernest Thomas Morrow (7), Douglas Savage (7), William Keith Swayze (6), Patrick Sarsfield Manley (5), William Hodgkinson (5), George Frederick Hines (5), Frank Johnson (3).

## Okres międzywojenny
Jednostka została ponownie powołana do życia 3 maja 1937 roku w Abingdon. Została wyposażona w samoloty Hawker Hind, a wiosną 1938 roku przezbrojone w Bristol Blenheim. Tuż przed wybuchem II wojny światowej jednostka została przeniesiona do Singapuru. Jednostka wykonywała zadania patrolowe oraz treningowe do grudnia 1941 roku, kiedy to Japonia rozpoczęła wojnę.

## Dowódcy jednostki
| Stopień | Nazwisko          | Okres                   |
| ------- | ----------------- | ----------------------- |
| Major   | J. B. T. Leighton | 8.08.1916 – 17.01.1917  |
| Major   | R. G. D. Small    | 03.03.1917 – 13.09.1917 |
| Major   | F. W. Smith       | 18.10.1917 – 12.02.1919 |

## Oznaczenia jednostki
- 62 – maj 1937 - listopad 1938
- XQ – listopad 1938 - wrzesień 1939
- SH – wrzesień 1939 - luty 1942

## Wyposażenie jednostki[7]
- Royal Aircraft Factory F.E.2, Avro 504 – sierpień 1916 - maj 1917
- Bristol F.2 Fighter – maj 1917 - czerwiec 1919
- Hawker Hind – maj 1937 - marzec 1938
- Bristol Blenheim – luty 1938 - luty 1942
- Lockheed Hudson – styczeń 1942 - grudzień 1943
- Douglas Dakota – czerwiec 1943 - czerwiec 1949
- Bristol Bloodhound – rakiety od 1960 - 1964